# Paul Bernardo
Paul Kenneth Bernardo (později přijal jméno Paul Teale) (* 27. srpna 1964 ve Scarborough) je kanadský sériový vrah odsouzený na doživotí bez možnosti propuštění za únosy, znásilňování, mučení a vraždy mladých dívek, které páchal jednak sám, jednak s pomocí své manželky, Karly Homolky (viz případ Scarborough a případ Bernardo & Homolka). Mimo jiné mu byla prokázána řada brutálních znásilnění ve Scarborough v Torontu, podíl na smrti Tammy Homolky a zavraždění Leslie Mahaffy a Kristen French.

## Život
Paul Bernardo se narodil ve Scarborough v rodině právníků a jako nechtěné dítě byl dán k adopci. Na základní škole byl mezi svými vrstevníky, velmi oblíbený a dosahoval výborných studijních výsledků. Věnoval se i mnoha aktivitám a zájmům. Zlomem v jeho životě bylo oznámení rodičů, že nejsou jeho biologickými rodiči, když mu bylo šestnáct let. Skutečnost, že je adoptovaný nesl velmi těžce, až s nenávistí a vytvořil si silný blok k ženám. Absolvoval studia na univerzitě v Torontu a poté nastoupil do firmy Price Waterhouse, kde si obstojně vydělával. Následně začal obchodovat s ilegálně importovaným tabákem. V roce 1987 se seznámil se sedmnáctiletou Karlou Homolkou na veterinární klinice. Vzájemně k sobě cítili velmi silnou náklonnost a velmi rychle se stali partnery. V té době se Paul dopustil již šestnácti znásilnění aniž by za ně byl nějak pronásledován. V roce 1990 poskytl vzorek DNA na lékařský výzkum, který ho nakonec dosvědčil v případech znásilnění, ale trvalo tři roky než byl vyhodnocen. Mezitím Bernardo s Homolkou vraždili. Bernardo našel v Homolce podporující partnerku, která nadšeně poslouchala příběhy o jeho sexuálních výletech. Často spolu hovořili o tom jaké by to bylo někoho unést a sexuálně jej zneužívat. Bernardo pak Karle navrhl, že by se první obětí mohla stát její mladší sestra Tammy Homolka. Karla Homolka bez zábran spolupracovala. Na veterinární klinice ukradla anestetika, které pak smíchala s alkoholem a podala je sestře. Omámená patnáctiletá dívka se stala obětí opakovaného sexuálního zneužívání Bernardem, její sestra byla spíše divákem a vše dokumentovala na kameru. Dívka tento násilný akt nepřežila, udusila se vlastními zvratky. Případ byl klasifikován jako nešťastná náhoda. V dalších třech letech Bernardo s Homolkou zavraždili další dvě oběti, které Bernardo unesl. Nastoupily k němu do auta jako stopařky a poté je Bernardo odvezl ke Karle domů, tehdy již jeho manželky, kde je společně sexuálně mučili a poté uškrtili. Těla rozřezali, části zalili do betonu a hodili do místního jezera. Změna nastala, když se Bernardo začal chovat agresivně i ke své ženě. Ta musela být v roce 1993 hospitalizovaná po roztržce s Bernardem, při níž utrpěla četné úrazy např. zabodnutý šroubovák ve stehenním svalu. Po této události byl Bernardo uvězněn v cele předběžného zadržení. V této době byly vyhodnoceny vzorky DNA, které poskytl v roce 1990, k nimž byly přiřazeny vzorky sebrané ze 16 případů znásilnění a zároveň vzorky z těl, které vyplavaly na hladinu jezera. Bernardo dostal doživotí. Homolková využila příležitosti zmírnit svůj trest, tím že bude aktivně spolupracovat při vyšetřování. Její trest byl zmírněn na odnětí svobody na dvanáct let za spoluúčast na vraždách. Tento rozsudek nabral pravomoci dříve, než se objevily další důkazy v podobě videokazet, které by zní učinily rovnocenného pachatele.
V listopadu 2015, Bernardo vydal e-book na internetovém obchodě Amazon. Kniha se na Amazonu stala bestsellerem, ale záhy byla odstraněna na nátlak veřejnosti.

## V kultuře
- Norská aggrotech kapela Combichrist jmenuje ve své písni „God Bless“ (česky „Bůh žehnej“) celou řadu sériových vrahů a teroristů, mezi nimi je i Paul Bernardo.[4][5]
- Příběh Karly Homolky, kde vystupuje i Paul Bernardo se stal inspirací pro film Bestie Karla z roku 2006. Bernarda si ve filmu zahrál Misha Collins.